# Оддамаваді-2
Грама Ніладхарі Оддамаваді-2 (№ 208C) — Грама Ніладхарі підрозділу ОС Західний Коралай-Патту, округ Баттікалоа, Східна провінція, Шрі-Ланка.

## Демографія
| Населення (2007) | Населення (2007) | Населення (2007) | Населення (2007) | Населення (2007) |
| Населення        | Чоловіки         | Жінки            | Діти             | Дорослі          |
| ---------------- | ---------------- | ---------------- | ---------------- | ---------------- |
| 2165             | 1106             | 1059             | 819              | 1346             |